# کدوییان

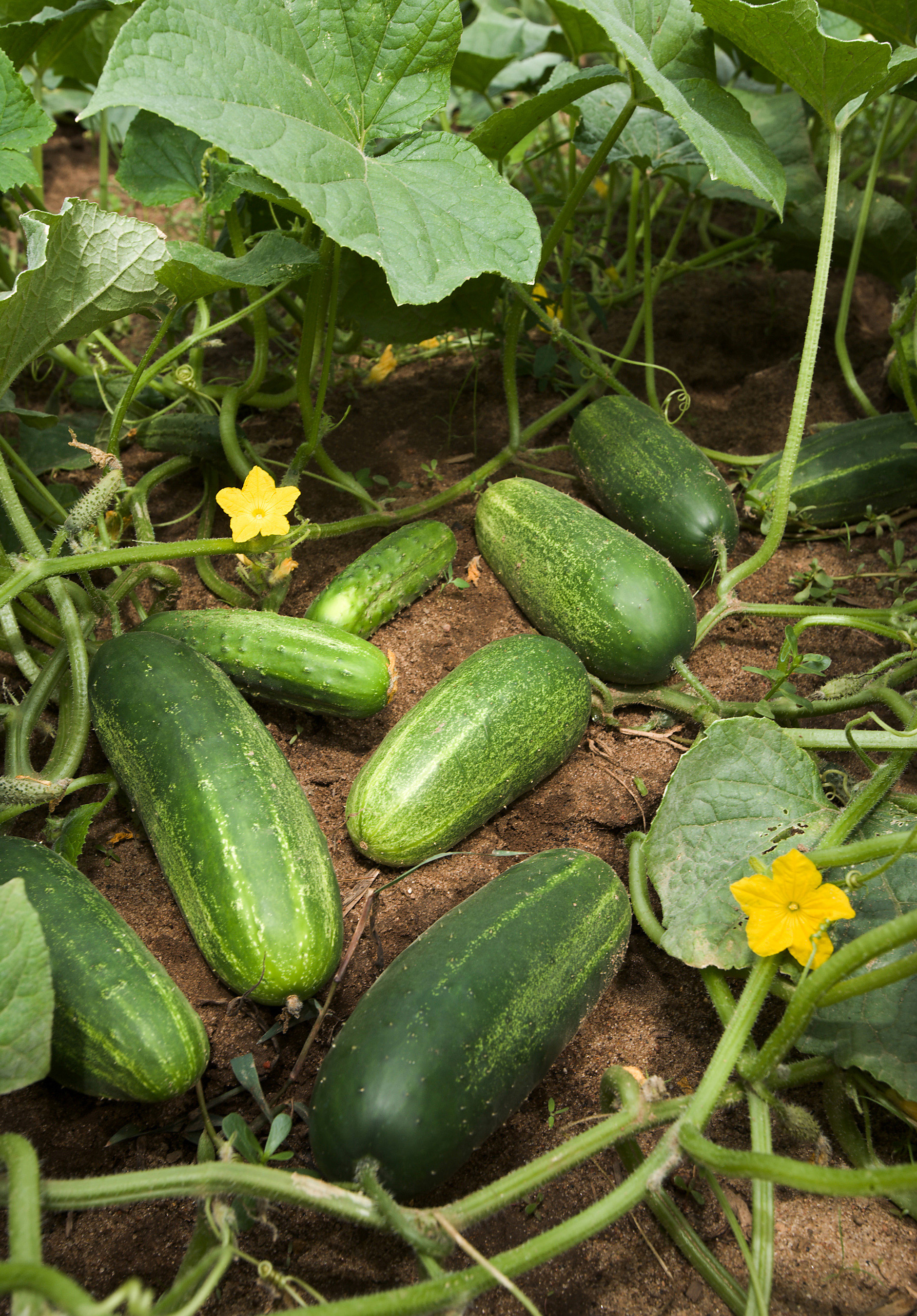
خیار از تیره کدوسانان است

کدوییان (نام علمی: Cucurbitaceae) نام یک تیره از راسته کدوسانان است. شامل حدود ۹۷۵ گونه در ۹۵ جنس است.

## آناتومی
. گلبرگ‌ها بهم پیوسته و متصل، غالباً دارای پیچکند، آرایش برگ‌ها به صورت متناوب، پهنک اغلب پنجه ای، گلبرگ‌ها ۵ ولی در برخی ۳–۶ عدد هم دیده می‌شود، کاسبرگ‌ها ۵ عدد جدا از هم، پرچم ۳ تا ۵ عدد، تخمدان ۳ برچه ای و در برخی ۲–۵ برچه ای، برچه‌ها کاملاً به هم پیوسته، تخمدان تحتانی، میوه به صورت سته می‌باشد.